# Skały Kroczyckie
Skały Kroczyckie jsou vápencové skály, které se nacházejí v Podlesicích ve gmině Kroczyce v okrese Zawiercie ve Slezském vojvodství v jižním Polsku.

## Geografie, geologie, příroda, turistiky a historie
Skały Kroczyckie jsou součástí geomorfologického podcelku Wyżyna Częstochowska (Čenstochovská jura) patřící do pohoří Wyżyna Krakowsko-Częstochowska (Krakovsko-čenstochovská jura). Jsou také součásti přírodní rezervace Góra Zborów v krajinném parku Park Krajobrazowy Orlich Gniazd a Natura 2000 Ostoja Kroczycka. Skały Kroczyckie se táhnou od Zalewu Dzibice na řece Białka až po silnici č. 792 z Kroczyc do Żarek. Nejvyšším geografickým bodem skal je Góra Zborów (462 m n. m.). Geologie oblasti je tvořena četným vápencovými skalními útvary pozůstatků druhohorního moře a také písčitými půdami ovlivněnými působením zaniklých ledovců z doby ledové. Turisticky i sportovně zajímavé jsou zde četné skalní věže, labyrinty a krasové útvary, jeskyně, horolezecké a speleologické lokality. Turistické stezky a cyklostezky vedou na populární místa oblasti, např. naučná stezka Ścieżka Przyrodnicza Rezerwat Przyrody Góra Zborów, Szlak Rzędkowicki či Szlak Orlich Gniazd. Významná jsou také přírodní společenstva xerotermů, skal, stepí, lesů a mokřadů. Skały Kroczyckie tvoří dohromady asi 4 km dlouhou vápencovou krasovou skalní oblast. Rozkládající se na kopcích Słupsko, Łysak (Jastrzębnik), Góra Popielowa, Góra Pośrednia, Góra Zborów a Kołoczek (Kołaczek) a také na přilehlých menších skalních útvarech Sadek, Kruk a Dwoista. Na úpatí Dwoiste, kde je také zaniklý lom, se nachází jediná turisticky přístupná jeskyně Jaskinia Głęboka. Historické osídlení je doloženo již z období středního paleolitu.

## Galerie

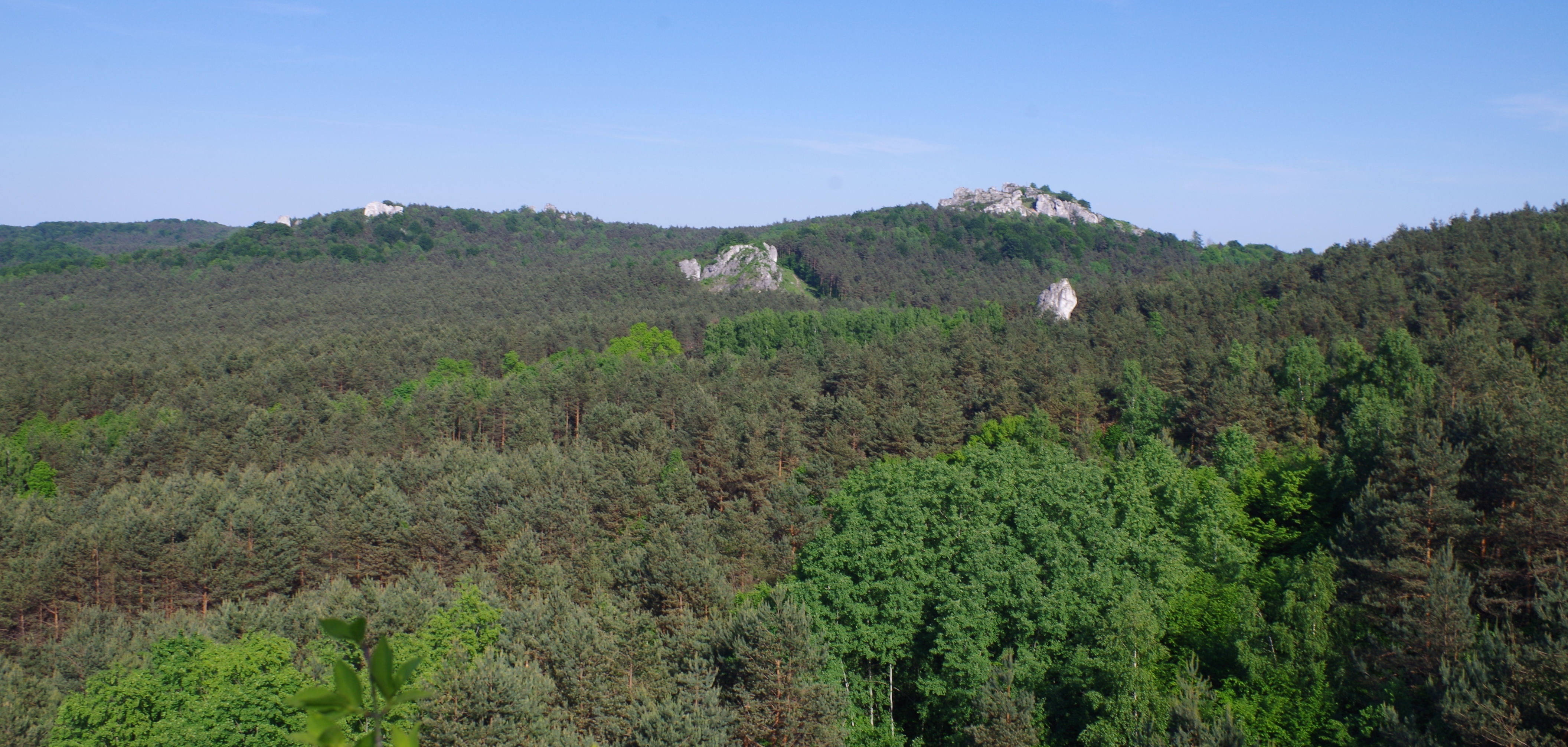
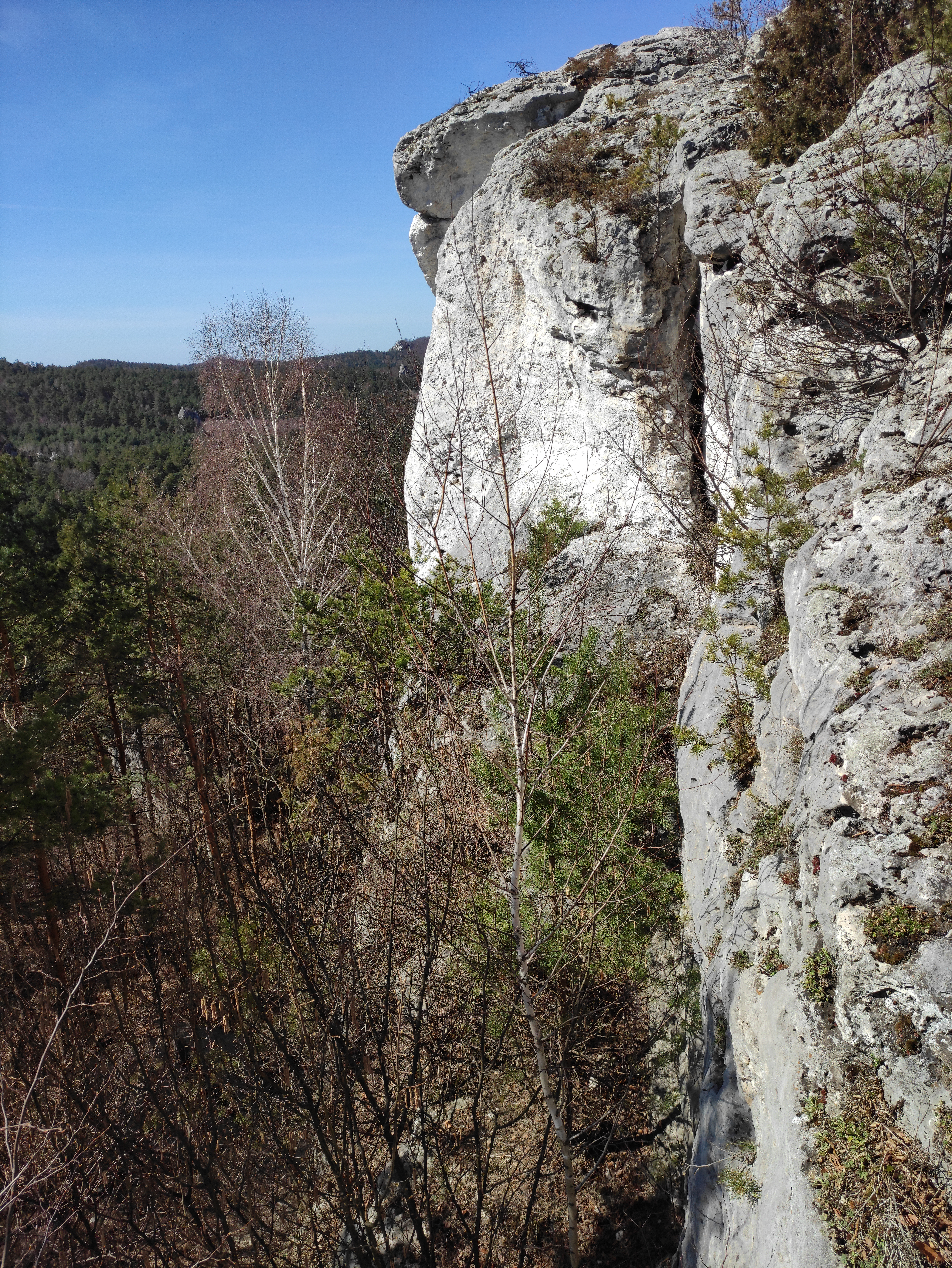
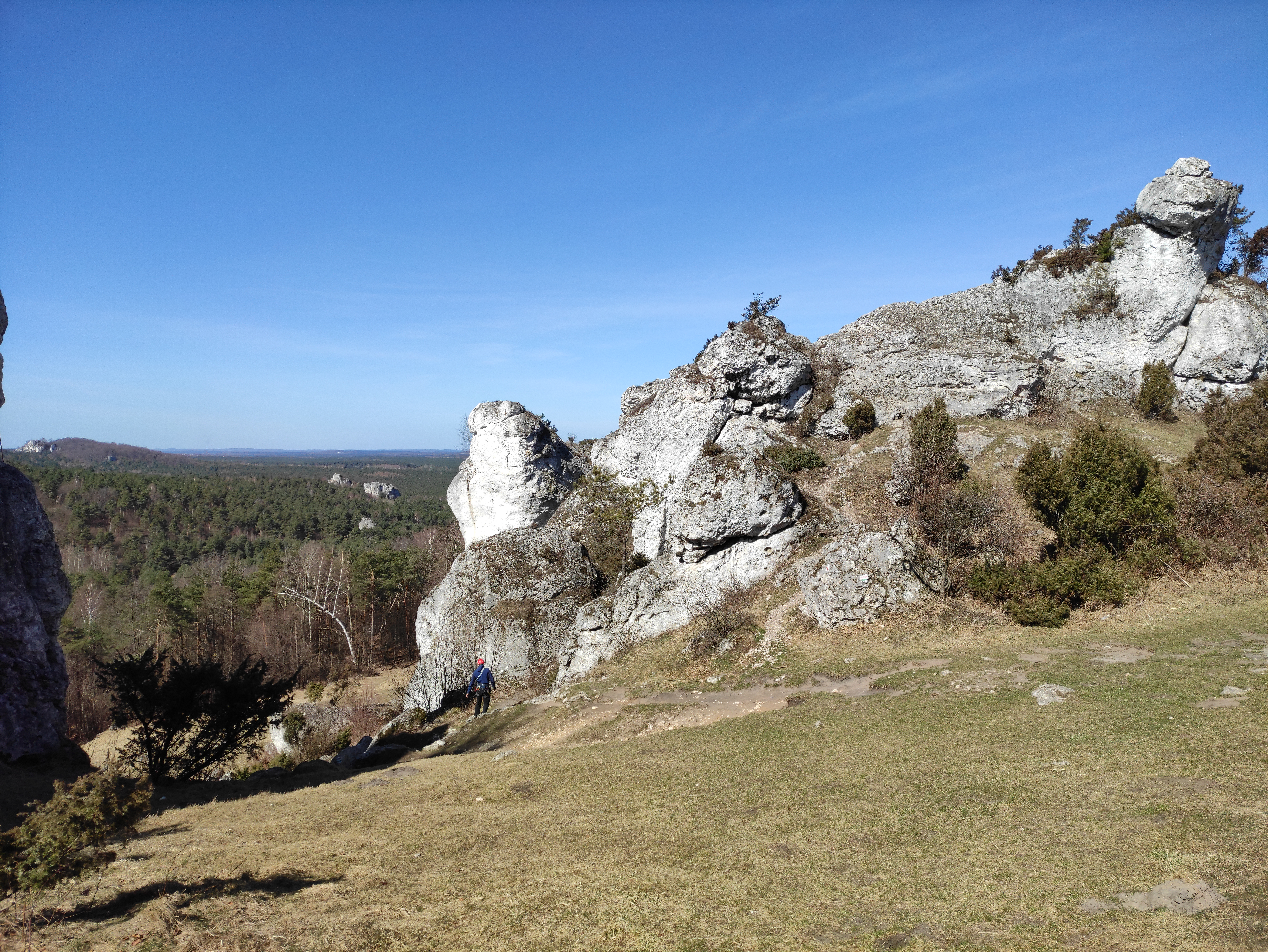
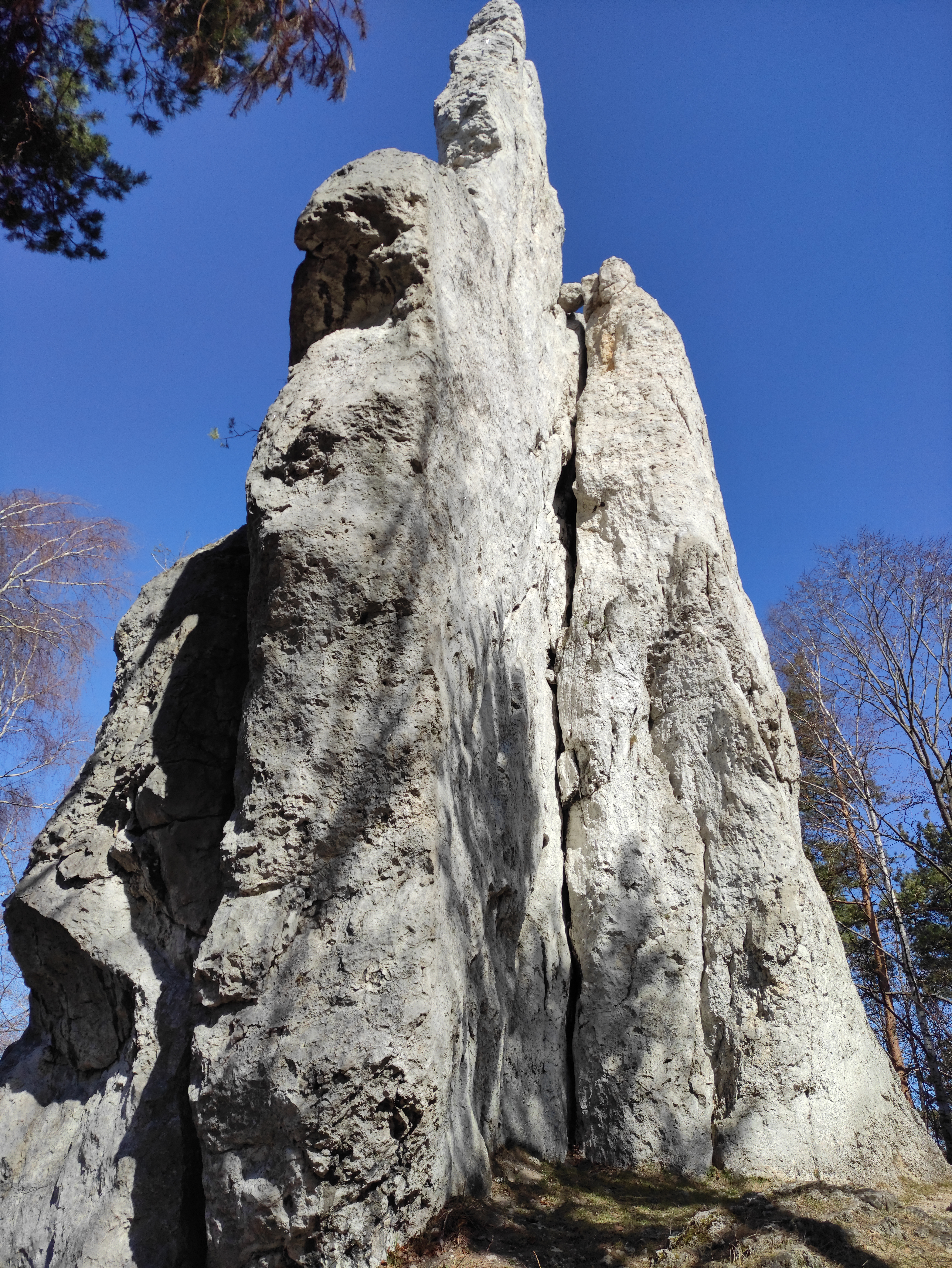
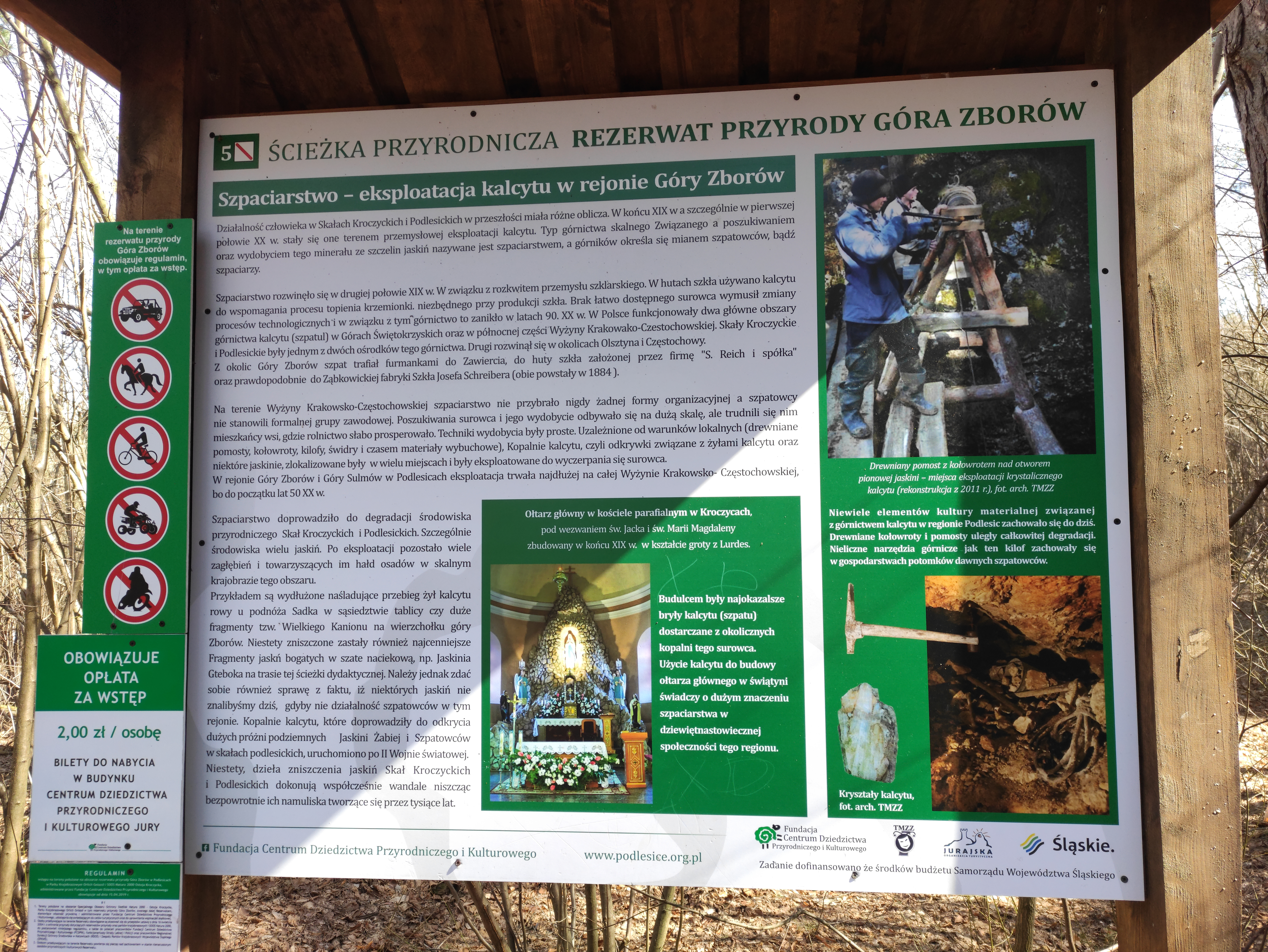